# Gisela von Kerssenbrock

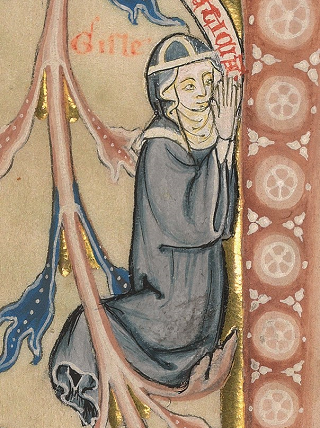
Codex Gisle, f70r.

Gisela von Kerssenbrock (* um 1250; † 10. Januar 1300 oder 1301) war eine Zisterziensernonne im Kloster Rulle.

## Leben
Sie arbeitete um das Jahr 1300 am Codex Gisle mit, einer reich verzierten lateinischen Handschrift mit über 50 Initialminiaturen und weiteren Bildern. In diesem Graduale im gotischen Stil sind auch Selbstbildnisse (gekennzeichnet als Gisle) sowie Bilder anderer Nonnen enthalten. Damit gehören ihre Miniaturen zu den ältesten Frauenbildern im westeuropäischen Mittelalter.
Folgende Notiz wurde der Schriftform nach vermutlich im 15. Jahrhundert am Beginn des Codex eingefügt:

„Istud egregium librum scripsit, illuminavit, notavit, impaginavit, aureis litteris et pulchris imaginibus decoravit venerabilis ac devota virgo Gysela de Kerzenbroeck in sui memoriam Anno Mccc cuius anima requiescat in sancta pace. Amen.“

„Dieses herausragende Buch schrieb, illustrierte, kommentierte, paginierte und schmückte mit goldenen Lettern und hübschen Bildern die ehrwürdige und fromme Jungfrau Gisela von Kerssenbrock zu ihrem Gedächtnis im Jahre 1300, ihr Geist ruhe in heiligem Frieden. Amen.“

Im mittelalterlichen Sprachgebrauch könnte scripsit dabei sowohl „sie schrieb“ als auch „sie ließ schreiben“ bedeuten. Gisela von Kerssenbrock war vermutlich Stifterin und Auftraggeberin, Organisatorin und Kontrolleurin der Arbeiten am Codex Gisle. Vielleicht wirkte sie auch als Schreiberin mit. Das Originalmanuskript des Codex befindet sich heute im Bistumsarchiv in Osnabrück, wohin es aus dem Nachlass des Osnabrücker Weihbischofs Karl Klemens von Gruben (1764–1827) gelangte.
Gisela dürfte Mitglied der westfälischen Rittersfamilie Kerssenbrock (in Urkunden Kerzenbroeck oder Kersenbroich) sein, die vom 12. bis 20. Jahrhundert eine wesentliche Rolle in der Geschichte Osnabrücks gespielt hat.